# Fotballklubben Mandalskameratene
Fotballklubben Mandalskameratene er en fodboldklub i Norge, der for øjeblikket spiller i 3. divisjon. Klubben blev stiftet 1. juli 1912 i Mandal og fik sit nuværende navn i 1918, da klubben endret sit navn fra Aladin til Mandalskameratene eller MK som det kun er kendt lokalt.
Klubben rykkede i 2001 for første gang op i Norges andenbedste liga, Adeccoligaen. Her spillede klubben i nogle sæsoner, inden den i efteråret 2007 igen rykkede ned i 2. division.
| Fodbold | Spire Denne artikel om en fodboldklub er en spire som bør udbygges. Du er velkommen til at hjælpe Wikipedia ved at udvide den. |